# ネイサンズ国際ホットドッグ早食い選手権
ネイサンズ国際ホットドッグ早食い選手権（ネイサンズこくさいホットドッグはやぐいせんしゅけん）は、ニューヨーク・ブルックリンのコニーアイランドにあるネイサンズ（Nathan's Famous Hot Dogs）が主催するホットドッグの早食い大会。ホットドッグの早食い大会は他にも多数あるが、歴史の長さと知名度では他に並ぶもののない大会である。

## 概要
1916年に、4人の移民が誰が一番愛国心を持っているかを示すために、ネイサンズの販売スタンド（1号店）の前でホットドッグの早食い大会を開いたのが起源と伝えられている。この時は12分間で13個のホットドッグを食べた、アイルランド生まれのJim Mullenが優勝している。その後この大会は毎年7月4日の独立記念日に開かれている（ただし1939年から1941年にかけては第二次世界大戦への抗議のため、1971年には暴動に対する抗議のために中止されている）。1993年には一度だけ、Mike “The Scholar” DeVitoと伊藤織恵による1対1の対決がブルックリン橋の下で行われたことがある。
2001年、日本人の小林尊が当時の世界記録を2倍するセンセーショナルなデビューを飾り、世界的なニュースとなり、歴史はあったが一般には知られていなかった大会に知名度と人気が加わり、2004年よりテレビ中継が決定。
2011年現在は国際大食い競技連盟（IFOCE）が統括するメジャーリーグ・イーティングの一イベントとなっているが、単体の早食い大会としても高い知名度を持つ。

## ルール
1997年にIFOCEが設立されて以降、IFOCEがこの大会を統括している。それ以前のルールは現在のものと異なっているが、そのほとんどは紛失しており確認できない。
7月4日の昼、ネイサンズの1号店にて約20人の参加者が壇上に上り、ホットドッグと飲み物が置かれた長さ30フィートのテーブルの後方に立つ。ケチャップやマスタードなども用意されているが通常は使われない。ホットドッグは調理された後、食べたときの火傷防止のために冷やされる。10分間（2007年までは12分間）の間に最も多くホットドッグとパンを食べた（そしてそれをもどさなかった）ものが優勝者となる。但し、1位が複数いた場合にはその人達で同点決勝・プレーオフ。先に5つ食べた者が優勝者となる。食べかけのホットドッグも1/8単位でカウントされる。10分間（2007年までは12分間）終了時点で口の中にあるホットドッグは、その後で飲み込まれた場合のみカウントの対象となる。ロンドンの「The Wimpy National Hotdog championships」と異なり、両手が使用可能。
それでも論争がしばしば起きる。例えば1999年には、テレビ局NY1のニュースレポーターであるアダム・バルキン（Adam Balkin）がビデオテープを確認していたところ、スティーヴ・クライナー（Steve Keiner）がフライングで競技開始前に約1/2個のホットドッグを食べていたことが判明した。クライナーの真正面に立っていた審判はそれを見逃していたが、さもなくばクライナーは失格していた。ルールでは「審判の判断が最終結論となる」となっていたため、クライナーは証拠のビデオテープがあったにも関わらず優勝となった。
優勝者が宣言された後、優勝者の食べたホットドッグの個数が刻まれたプレートが掲げられる。優勝者にはトロフィーとマスタード・イエローのベルト（IFOCEの創立者であるジョージ・シア（George Shea）曰く「何年前からあっていくらなのかよくわからない」）、ネイサンズのホットドッグ1年分が贈られる。賞金はないのが普通だが、時にはスポンサー賞が用意されているときがある（2004年には旅行代理店ウェブサイトOrbitzが旅行を贈呈した）。ベルトはディフェンディング・チャンピオンの国に保管される。
大会の参加者は満18歳以上でなくてはならない。
2003年には元アメフト選手のウィリアム“冷蔵庫”ペリー（William "The Refrigerator" Perry）が招待選手として大会に参加した。彼は予選では12本のホットドッグを平らげたが、本戦では5分間で4本のホットドッグを食べただけで棄権した。ジョージ・シアは2004年7月1日に、今後この大会で招待選手を呼ぶつもりはないという方針を明らかにした。

## 予選大会
本戦に参加するためには、世界中で開催される予選の一つに勝利しなくてはならない（本戦も、翌年の本戦の参加権が懸かった予選の一つである）。参加者は最大3回まで予選に参加できる。一度予選で勝利した場合、同じ年の他の予選には参加できない。1回の予選に参加できるのは最大15名。最初の国際的な予選は1993年、最初の日本予選は1997年に行われた。現在は約20ヶ所で予選が行われており、予選の優勝者には7月4日の本戦出場のための旅費が贈られる。
日本における予選は以前はテレビ東京が主催し、決勝と合わせて『TVチャンピオン』内で放送が行われていたが、2002年に愛知県の中学生が早食い競争をして死亡した事故を契機に大食い競技のテレビ番組の制作が自粛され、2002年、2003年には実施されなかった。しかしネイサンズの日本進出に伴い2004年より再開され、2004年は東京汐留にある「ネイサンズ日テレプラザ店」、2005年は「ネイサンズ原宿店」、2006年は六本木・ヴェルファーレにおいて開催された。ネイサンズの日本撤退により2007年より日本での予選の開催はない。

### アメリカ国内の予選開催地（予定も含む）
- アリゾナ州テンペ - Arizona Mills Mall（1999年より）
- カリフォルニア州ハリウッド - Kenny Rogers Roasters
- コネチカット州イーストハートフォード - Route 1A/Main Street
- フロリダ州
  - マイアミ
  - ペンブロークパインズ - Pembroke Lakes Mall
- ジョージア州アトランタ - アトランタ動物園
- マサチューセッツ州ボストン - Hot Dog Safari
- ネバダ州ラスベガス - ホテル「ニューヨークニューヨーク」（2005年5月19日）
- ニュージャージー州
  - ベーカーズビル
  - クランバリー - Molly Pitcher Travel Plaza
  - ジャージーシティ - Newport Center Mall
- ニューヨーク州
  - セントラルイズリップ - Long Island Ducks Stadium (the Citibank Park)
  - エルモント - ベルモントパーク競馬場
  - ニューヨーク
    - シェイ・スタジアム
    - South Street Seaport (Civil Service contestants only)
    - 世界貿易センタービル（1998年）

  - サラトガスプリングス - サラトガ競馬場（2002年より）
  - Rye Playland
  - Oceanside, Long Island
  - Mamaroneck (2004)
  - Rockaway Park (1991)
- ペンシルベニア州フィラデルフィア - Independence Visitors Center
- バージニア州ノーフォーク - MacArthur Center Mall（2003年より）

### アメリカ国外の予選開催地（予定も含む）
- 東京
- ロンドン
- バーミンガム（イギリス）
- マンチェスター（イギリス）
- オークランド（ニュージーランド）
- ハノーファー（ドイツ）
- ウレインセン（ドイツ）
- パタヤ（タイ）

2012年以降は北米以外での予選は行われていない。

## メディア

### 新聞
コンテストの模様は"'Tsunami' is eating contest's top dog again"、"couldn't cut the mustard"（AP通信）、"Nathan's King ready, with relish"（デイリーニューズ）、"To be frank, Fridge faces a real hot-dog consumer" (ESPN)などといった具合で報じられる。
ニューヨーク・ポスト紙の記者、ガーシュ・カンツマン（Gersh Kuntzman）は、1990年代初頭からこのイベントを追いかけており、2000年からは審判も務めている。ESPNのダレン・ロヴェル（Darren Rovell）は予選を勝ち抜き大会に参加したことがある。

### 映画・テレビ
この大会の模様は以下のドキュメンタリーや番組で取り上げられている。
- "Nathan's Hot Dog Eating Contest" (1997) - camcorder footage of Joe Terwilliger's 1997 qualifying attempt
- "Red, White, and Yellow" (1998)
- "A Hot Dog Program: An All-American, Culinary Cruise Through Hot Dog History" (1999)
- "Gut Busters" (2002) Made for TV - Discovery Channel
- "King of the Hill", "The Fat and the Furious" episode (2002)
- "Footlong" (2002) - not the 2003 short film of the same name
- "The Tsunami - Takeru Kobayashi" (2003) Japanese
- "Crazy Legs Conti: Zen and the Art of Competitive Eating" (2004)
- "The Most Extreme", "Big Mouths" episode (2004) (Animal Planet)

2004年には、ESPNが初めてこの大会の模様をライブ中継するため、開始時間が午後12時40分からになった。ESPNはWindfall Productions (Ralph J. Mole, Exec. Producer) に制作を委託し、彼らは6台のカメラと中継車を駆使し、1時間の特別番組として中継を行った。司会はゲーリー・ミラー（Gary Miller）が務め、放送はタイムズスクエアにあるABCのビデオボードにも映し出された。
CNNのジャニー・ムーズ（Jeannie Moos）は"A Different Story,"（1996年7月4日）の中で大会の模様を伝えた。
日本では『TVチャンピオン』（テレビ東京）が『全国大食い選手権』のスペシャルとして2001年まで同大会を取り上げてきたが、2002年以降はニュース番組などで内容が取り上げられる程度に留まっている。2007年にはJ SPORTS『これってスポーツ!?』の中で、ESPNの中継に日本語の実況・解説をつけた形で大会の模様が放送された。2023年はテレビ東京が22年ぶりに同大会の模様を取材し、『デカ盛りハンター』のスペシャルとして放送する予定。

### その他
大会には多くの観客や海外の報道機関が詰め掛け、菜食主義者の団体である「VivaVeggie Society」も抗議行動にやってくる。2004年には約5000人の観客が詰め掛けた。
2004年6月には、「ホットドッグ早食いの殿堂」が大会会場に立てられた。壁には1984年以降の記録が掲載され、また大会までの残り時間をカウントするデジタル時計も用意された。
大会2日前には、ニューヨーク市長やネイサンズ・IFOCEの関係者が出席して、マンハッタンのCity Hall Parkで歓迎セレモニーが行われた。

## 日本人の活躍
1996年以降、1999年を除いて、2006年までの優勝者は全て日本人となっている。2000年には上位3位を日本人（新井和響、藤田操、赤阪尊子）が独占した。
2001年に小林尊が50本を完食してデビューを飾って以降、2005年までの本大会はほとんど小林の独擅場となっていたが、2006年の大会ではアメリカのジョーイ・チェスナットが52本を完食し2位に入賞、53本と3/4を食べた小林に1本と3/4差まで迫った。翌2007年にはチェスナットが小林を破り、日本の王座が8年ぶりにアメリカに奪われることとなった。
尚、最初に勝利した日本人は、1986年のUs / Japan title matchにおいて、前年のチャンピオンオスカー・ロドリゲスに勝利したボーカリストの富永弘明（TOMMY）である。

## 戦略とトレーニング
参加者はそれぞれ自分独自のホットドッグの食べ方を持っている。小林尊はソロモンが子供を分割しようとして原告の反応を見た逸話に由来して「ソロモンメソッド」と呼ばれる方法を2001年大会で使用した。これはソーセージを半分に割ってから、その割ったものを2つ同時に口の中に押し込み、最後にパンを食べるという方法である。以降、ほぼすべての参加者がこのメソッドを採用している。小林は食べている間微妙に腰を揺らすことでより食べたものが胃に入りやすくするというテクニックを併用しており「コバヤシ・シェイク」「コビー・シェイク」とよばているが、彼は「単に音楽に合わせて動いているだけ」と主張している。カーリーン・ルファーヴ（Carlene LeFevre）はホットドッグを胃に入りやすくするためにジャンプしたりする。その他の参加者は大抵立ったままか前傾姿勢だ。
パンが水を吸収するため、参加者の中には可能な限り水を飲まないようにするものもいるが、決勝に残る参加者は小林のメソッドを採用しているため、パンを水につけてから食べている。
ソーセージとパンを分けて食べるスタイルは「トーキョー・スタイル（Tokyo style）」または「ジャパニージング（Japanesing、日本人方式）」と呼ばれ、中嶋広文により考案された。
参加者は大会に向けて様々な方法でトレーニングを積む。断食する者もいるし、逆に大食いするものもいる。小林は瞑想し、水を飲みキャベツを食べ、それから断食するという。ケヴィン・リプシッツ（Kevin Lipsitz）はかつては自分の飼い犬と早食い競走をしていたが、動物虐待に当たるということで今はそれをやっていない。エド・ジャーヴィス（Ed Jarvis）など複数の参加者は「空腹すぎるのも良くない」ということで、大会の朝に軽い朝食を取るようにしているという。
IFOCEは家庭でのトレーニングを認めていないし、いかなる特別なトレーニング手段も承認していないという。

## 歴代優勝者
| 年   | 本数 | 優勝者                       |
| ---- | ---- | ---------------------------- |
| 1916 | 13   | James Mullen                 |
| 1972 | 14   | Jason Schechter              |
| 1974 | 10   | Roberto Muriel               |
| 1978 | 17   | Walter Paul                  |
| 1979 | 20   | Mark Power                   |
| 1980 | 9    | Paul Siederman Joe Baldini   |
| 1981 | 11   | Thomas DeBerry               |
| 1982 | 11   | Steven Abrams                |
| 1983 | 19½  | Luis Llamas                  |
| 1984 | 9½   | Birgit Felden                |
| 1985 | 11¾  | Oscar Rodriguez              |
| 1986 | 12   | Don Wolfman                  |
| 1987 | 12   | Don Wolfman                  |
| 1988 | 13   | Jay Green                    |
| 1989 | 14   | Jay Green                    |
| 1990 | 16   | Mike "The Scholar" Devito    |
| 1991 | 21½  | Frank "Hollywood" Dellarosa  |
| 1992 | 19   | Frank "Hollywood" Dellarosa  |
| 1993 | 17   | Mike "The Scholar" Devito    |
| 1994 | 20   | Mike "The Scholar" Devito    |
| 1995 | 21   | Edward Krachie               |
| 1996 | 23¼  | 中島広文                     |
| 1997 | 24½  | 中島広文                     |
| 1998 | 19   | 中島広文                     |
| 1999 | 20¼  | Steve Keiner                 |
| 2000 | 25⅛  | 新井 "The Rabbit" 和響       |
| 2001 | 50   | 小林 "Tsunami" 尊            |
| 2002 | 50½  | 小林 "Tsunami" 尊            |
| 2003 | 44½  | 小林 "Tsunami" 尊            |
| 2004 | 53½  | 小林 "Tsunami" 尊            |
| 2005 | 49   | 小林 "Tsunami" 尊            |
| 2006 | 53¾  | 小林 "Tsunami" 尊            |
| 2007 | 66   | ジョーイ・チェスナット       |
| 2008 | 59   | ジョーイ・チェスナット       |
| 2009 | 68   | ジョーイ・チェスナット       |
| 2010 | 54   | ジョーイ・チェスナット       |
| 2011 | 62   | 男子: ジョーイ・チェスナット |
| 2011 | 40   | 女子: ソンヤ・トーマス       |
| 2012 | 68   | 男子: ジョーイ・チェスナット |
| 2012 | 45   | 女子: ソンヤ・トーマス       |
| 2013 | 69   | 男子: ジョーイ・チェスナット |
| 2013 | 36¾  | 女子: ソンヤ・トーマス       |
| 2014 | 61   | 男子: ジョーイ・チェスナット |
| 2014 | 34   | 女子: 須藤美貴               |
| 2015 | 62   | 男子: Matt Stonie            |
| 2015 | 38   | 女子: 須藤美貴               |
| 2016 | 70   | 男子: ジョーイ・チェスナット |
| 2016 | 38½  | 女子: 須藤美貴               |
| 2017 | 72   | 男子: ジョーイ・チェスナット |
| 2017 | 41   | 女子: 須藤美貴               |
| 2018 | 74   | 男子: ジョーイ・チェスナット |
| 2018 | 37   | 女子: 須藤美貴               |
| 2019 | 71   | 男子: ジョーイ・チェスナット |
| 2019 | 31   | 女子: 須藤美貴               |
| 2020 | 75   | 男子: ジョーイ・チェスナット |
| 2020 | 48½  | 女子: 須藤美貴               |
| 2021 | 76   | 男子: ジョーイ・チェスナット |
| 2021 | 30¾  | 女子: ミシェル・レスコ       |
| 2022 | 63   | 男子: ジョーイ・チェスナット |
| 2022 | 40   | 女子: 須藤美貴               |
| 2023 | 62   | 男子: ジョーイ・チェスナット |
| 2023 | 39½  | 女子: 須藤美貴               |
| 2024 | 58   | 男子: Patrick Bertoletti     |
| 2024 | 51   | 女子: 須藤美貴               |

## 参加者リスト（予選・本戦における個人の最高記録）
※日本版では原則として決勝の最高記録のみ掲載。予選でそれ以上の記録を達成している場合や決勝記録がない場合のみ予選結果も掲載。

### 40本以上
- ジョーイ・チェスナット (CA・サンノゼ) - 76（2021年1位）
- 小林 "The Prince" 尊（日本）- 63（2007年2位）
- Patrick "Deep Dish" Bertoletti - 58（2024年優勝）
- マシュー・ストニー - 56（2014年2位）
- 須藤美貴 - 51（2024年女性の部1位） ※女性の世界記録
- ジェフリー・エスパー - 49 (2023年2位）
- Sonya "The Black Widow" Thomas (Alexandria, VA) - 45（2012年女性の部1位）
- Tim "Eater X" Janus (New York, NY) - 52 1/4（2012年2位）
- "Humble" Bob Shoudt (Royersford, PA) - 45（2012年5位）

### 30本以上
- Chip "ChipBurger" Simpson - 35（2007年7位）、39 1/4（2007年、フロリダ州サンライズ予選）
- 白田 "The Giant/Gutzilla" 信幸（日本）- 38（2004年2位）
- Adrian Morgan - 38（2013年5位）
- Juliet Lee - 36（2013年女性の部2位）
- Hall Hunt - 29（2007年9位）、34.5（2008年、ノースカロライナ州シャーロット予選）
- Tim Brown - 33（2008年、アリゾナ州ミルズ予選）
- 新井和響（日本）- 31（2001年2位）
- Rich "The Locust" LeFevre (Henderson, NV) - 31（2007年8位）、33（2007年、ラスベガス予選）
- Ed "Cookie" Jarvis (Nesconset, NY) - 30.5（2003年2位）
- Eric "Badlands" Booker (Copaigue NY) - 29.5（2003年3位）、30（2003年、ニューヨーク州ベルモント予選）

### それ以外の日本人記録
- 小国敬史（日本）- 29（2005年4位）
- 中島 "The Tokyo Terror" 広文（日本）- 24.5（1997年）
- 藤田 "The Big Banana" 操（日本）- 24（2000年2位）
- 赤阪 "The Sweet Queen" 尊子（日本）- 22.25（2000年3位）

（最高記録が30本未満、あるいは情報のない参加者については省略）

## 批判
大会は大食いを称賛し、参加者の肥満をもたらすものだとして批判の対象にもなっている。フードファイター（大食い競技者）の中には、パンとホットドッグを分けて食べる方法を許可している大会側の姿勢に反対し、「ピクニックスタイル」による食べ方のみに限定すべきだと主張するものもいる。また別の参加者は、IFOCEが参加者に契約を結ぶことを強要していると反発している。さらに参加者の中には、大会の後で食べたものを吐いている者がおりフェアではないと信じている者もいる。IFOCEの「審判の判断が最終結果となる」というポリシーに対し、審判が間違っている場合にビデオテープによる判定を導入すべきだと主張する者もいる。
2015年には動物愛護団体や菜食主義者らが「動物を食べるな」などのプレートを持ち、大会中に抗議する騒ぎがあったが観客らからのブーイングに遭い、警備員や観客らに追い出されている。
またこの大会は審判の判断やドキュメント化が行われているが、食べこぼし、食べ残しを厳正にチェックするギネスでは認定されず、優勝者の記録はギネスブックに掲載されない。ギネスブックは「大食い」の項目を1990年から削除したが、一方で2001年にWimpy National Hotdog championshipsでPeter Dowdeswellが記録した、3分間で4本のホットドッグを食べたという記録は依然掲載されたままであった。
。